# Double Loop
Double Loop étaient des montagnes russes assises du parc Fuji-Q Highland, situé à Fujiyoshida, dans la préfecture de Yamanashi, au Japon. Ouvertes en juillet 1988, elles furent démolies en 2004 ou en 2005.

## Statistiques
- Éléments : Looping vertical / Looping vertical